# Raúl II de Brienne

Armas de Raúl de Brienne.

Raúl II de Brienne fue hijo de Raúl I de Brienne, conde de Eu y de Guînes, señor de Jarnac y de Châteauneuf, y de Juana de Mello. El 19 de noviembre de 1350, por orden del rey Juan II de Francia, fue decapitado en París. Las causas de su ejecución se mantuvieron secretas.

## Biografía
En 1340 contrajo matrimonio con Catalina de Saboya, hija de Luis II de Vaud y de Isabel de Châlon. De esta unión no tuvo descendencia. 
En 1344 sucedió a su padre en la posesión de sus condados y recibió el cargo de condestable de Francia que el rey Felipe VI había confiado a su padre.

### Guerra de los Cien Años
En 1346, durante la toma de Caen, Raúl de Brienne fue hecho prisionero por las tropas inglesas dirigidas por Thomas Holland, I conde de Kent. En otoño de 1350 fue autorizado a regresar a Francia con objeto de que pudiera reunir la suma de 60 000 escudos de oro pedidos por su rescate. 

### La caída en desgracia
Brienne era un caballero cosmopolita cuyos dominios se encontraban repartidos entre Francia, Inglaterra e Irlanda. Como algunos otros señores cuyas posesiones se encontraban en la fachada marítima occidental, salvo aquellos que tenían sus dominios en la cuenca del Sena y que podían fácilmente comerciar con París, podía estar interesado en apoyar a Inglaterra por razones económicas, pues el transporte marítimo era en aquella época más eficiente que el terrestre y el  canal de la Mancha constituía una zona vital de intercambios comerciales. Inmediatamente después de su llegada a París las malas lenguas afirmaron que el condestable había conseguido la libertad gracias a que había rendido homenaje al rey Eduardo II de Inglaterra, a quien habría cedido su fortaleza de Guînes, bastión situado sobre el paso de Calais. Se cree que pudo negociar su liberación a cambio de comprometerse a reconocer al futuro Eduardo III de Inglaterra como rey de Francia, y que Juan el Bueno habría llegado a tener conocimiento de ello al interceptar los correos destinados al soberano inglés. El rey de Francia no habría querido que esto saliese a la luz, pues habría supuesto replantear el problema de los derechos de Eduardo a la Corona francesa. Juan el Bueno hizo que fuese arrestado y encerrado en un calabozo del Louvre. Al día siguiente, el 19 de noviembre de 1350,  fue llevado ante el hôtel de Nesle donde, sin haber tenido un proceso, fue decapitado y sus bienes confiscados.
Nunca se han llegado a conocer las verdaderas razones de su ejecución. El secreto con que se llevó a cabo dio pie a que se extendieran los rumores: el condestable habría sido ejecutado, según esos rumores, por haber mantenido una relación con la difunta Bona de Luxemburgo, primera esposa de Juan, lo que por otro lado permitía desacreditar a los futuros Valois y sembrar dudas sobre la legitimidad de su herencia.
El cargo de condestable que ostentaba fue confiado por Juan II el Bueno a Carlos de la Cerda en enero de 1351, en tanto el condado de Guînes fue incorporado al dominio real y el de Eu se entregó a Juan de Artois, hijo de Roberto III.